# CD Olimpia
Club Deportivo Olimpia – honduraski klub piłkarski z siedzibą w stołecznym mieście Tegucigalpa. Występuje w rozgrywkach Liga Nacional. Domowe mecze rozgrywa na obiekcie Estadio Nacional Chelato Uclés.

## Osiągnięcia

### Krajowe
- Liga Nacional

| zwycięstwo (39):     | 1967, 1968, 1970, 1972, 1977, 1982, 1984, 1986, 1987, 1990, 1993, 1996, 1997, 1999, 2000 (A), 2002 (A), 2004 (C), 2005 (C), 2005 (A), 2006 (C), 2008 (C), 2009 (C), 2010 (C), 2011 (A), 2012 (C), 2012 (A), 2013 (C), 2014 (C), 2015 (C), 2016 (C), 2019 (A), 2020 (A), 2021 (C), 2021 (A), 2022 (A), 2023 (C), 2023 (A), 2024 (C), 2025 (C) |
| drugie miejsce (20): | 1966, 1969, 1971, 1975, 1988, 1995, 1998 (C), 1999 (A), 2000 (C), 2001 (C), 2002 (C), 2003 (A), 2004 (A), 2006 (A), 2009 (A), 2010 (A), 2011 (C), 2018 (A), 2019 (C), 2024 (A) |

- Copa de Honduras

| zwycięstwo (3):     | 1995, 1998, 2015 |
| drugie miejsce (0): | –                |

### Międzynarodowe
- Puchar Mistrzów CONCACAF

| zwycięstwo (2):     | 1972, 1988 |
| drugie miejsce (2): | 1985, 2000 |

- Copa Interclubes UNCAF

| zwycięstwo (3):     | 1981, 1999, 2000 |
| drugie miejsce (2): | 2005, 2006       |

- Liga CONCACAF

| zwycięstwo (2):     | 2017, 2022 |
| drugie miejsce (0): | –          |

- Copa Interamericana

| zwycięstwo (0):     | –          |
| drugie miejsce (2): | 1972, 1988 |

## Historia
Klub Olimpia założony został 12 czerwca 1912 roku jako klub baseballowy, który dopiero pięć lat później przekształcił się w klub piłkarski. Założycielami klubu byli Héctor Pineda Ugarte, Carlos Bram, Arturo Bram, Raul Sosa, Enrique Buk, Santiago Buk, Miguel Sánchez, Samuel Inestrosa Gómez oraz Ramón Escobar. W roku 1957 oddano do użytku stadion klubu Estadio Tiburcio Carías Andino. Obecnie klub gra w pierwszej lidze (primera división) zawodowej ligi Hondurasu (Liga Nacional de Fútbol de Honduras).

## Aktualny skład
Stan na 1 października 2023.
| Nr | Poz. | Piłkarz           |
| -- | ---- | ----------------- |
| 1  | BR   | Edrick Menjívar   |
| 2  | OB   | Maylor Núñez      |
| 3  | OB   | Elvin Oliva       |
| 4  | OB   | José García       |
| 5  | OB   | Juan Pablo Montes |
| 6  | OB   | Brayan Beckeles   |
| 7  | PO   | José Pinto        |
| 8  | NA   | Edwin Rodríguez   |
| 9  | NA   | Jorge Benguché    |
| 10 | PO   | Yan Maciel        |
| 12 | OB   | Gabriel Araújo    |
| 13 | PO   | Brayan Moya       |
| 16 | OB   | Julián Martínez   |

| Nr | Poz. | Piłkarz                  |
| -- | ---- | ------------------------ |
| 17 | OB   | Jhonatan Paz             |
| 19 | NA   | Yustin Arboleda          |
| 20 | PO   | Axel Maldonado           |
| 22 | BR   | José Mendoza             |
| 23 | PO   | Jorge Álvarez            |
| 24 | OB   | Moisés Rodríguez         |
| 27 | NA   | Jerry Bengtson (kapitan) |
| 28 | BR   | Alex Güity               |
| 30 | NA   | Edwin Solano             |
| 31 | OB   | Carlos Sánchez           |
| 32 | PO   | Carlos Pineda            |
| 34 | PO   | Kevin López              |